# Sarkastodon mongoliensis
Sarkastodon mongoliensis fou una espècie de mamífer terrestre que visqué a l'est d'Àsia durant l'Eocè superior. Feia 5 m de llargada i 2 m d'alçada a l'espatlla i podia pesar fins a 1.000 kg.
En el seu temps, la mida d'aquest depredador era menys impressionant, car compartia hàbitat amb grans ungulats, com ara rinoceronts i parents del brontoteri, que possiblement eren preses de S. mongoliensis. S. mongoliensis era un creodont i semblava un os amb la cua llarga. Aquest carnívor estava dotat d'urpes i dents potents. No era un animal ràpid, sinó un animal potent. Tot i que no se sap amb certesa si era un caçador actiu o un carronyaire, devia ser un animal intimidant. Un altre gran depredador que conviví amb S. mongoliensis fou Andrewsarchus.